# Segon Govern Reformista de la Segona República Espanyola

Escut de la Segona República Espanyola

El Segon Govern Reformista de la Segona República Espanyola del bienni social-azañista va estar presidit per Manuel Azaña Díaz i es va constituir el 16 de desembre de 1931. Acaba el seu mandat el 12 de juny de 1933.

## Repartiment de carteres
| Imatge                    | Cartera                                      |  | Nom                                                   | Partit                              |
| ------------------------- | -------------------------------------------- |  | ----------------------------------------------------- | ----------------------------------- |
| Manuel Azaña              | President del Govern i Ministre de la Guerra |  | Manuel Azaña Alcalá de Henares (Madrid), 1880         | Acció Republicana                   |
| Lluís de Zulueta          | Ministre d'Estat                             |  | Lluís de Zulueta i Escolano Barcelona, 1878           | Partit Republicà Liberal Demòcrata  |
| Álvaro de Albornoz        | Ministre de Justícia                         |  | Álvaro de Albornoz Liminiana Ḷḷuarca (Astúries), 1879 | Partit Republicà Radical Socialista |
| José Giral Pereira        | Ministre de Marina                           |  | José Giral Pereira Santiago de Cuba (Cuba), 1879      | Acció Republicana                   |
| Jaume Carner              | Ministre d'Hisenda                           |  | Jaume Carner i Romeu El Vendrell (Tarragona), 1867    | ERC                                 |
| Santiago Casares Quiroga  | Ministre de la Governació                    |  | Santiago Casares Quiroga La Corunya, 1884             | ORGA                                |
| Fernando de los Ríos      | Ministre d'Instrucció Pública i Belles Arts  |  | Fernando de los Ríos Urruti Ronda (Màlaga), 1879      | PSOE                                |
| Indalecio Prieto          | Ministre d'Obres Públiques                   |  | Indalecio Prieto Tuero Oviedo (Astúries), 1883        | PSOE                                |
| Francisco Largo Caballero | Ministre de Treball                          |  | Francisco Largo Caballero Madrid, 1869                | PSOE                                |
| Marcel·lí Domingo         | Ministre d'Agricultura, Indústria i Comerç   |  | Marcel·lí Domingo i Sanjuán Tarragona, 1884           | Partit Republicà Radical Socialista |